# Sinaibjerget (Biblen)
|  | For selve bjerget, se Sinaibjerget |
 Sinaibjerget, Sinajbjerget eller Horeb er omtalt i Bibelen og regnes som det sted, hvor Moses modtog lovens tavler med de 10 bud fra Jahve, Det Gamle Testamentes gud. Sinaj synes at have været Guds bolig, og måske har både Jahve og helligstedet Sinaj været forbundet med midjanitterne, som boede der. Moses giftede sig med Zippora, der var midjanit. 
Navnet Sinaj regnes af nogle som knyttet til den babylonske månegud Sin. I Bibelen omtales Sinajbjerget ofte  som "bjerget", "Elohims bjerg" eller "Guds bjerg", mens det i andre kapitler kaldes Horeb. Det synes, som om Horeb var bjergets egentlige navn, mens Sinaj blev benyttet om ørkenen. 
Sinajbjerget er af granit. De højeste tinder er Djebel Musa på 2.285 m over havet og Djebel Katharina på 2.880 moh.
Der er flere teorier om bjergets beliggenhed. På Sinai-halvøen ligger det bjerg, der i dag anses for at være stedet, men det er usikkert. Alligevel er stedet et valfartssted for turister og pilgrimme. Sankt Katharina-klostret ligger ved foden af Sinaibjerget. Klosteret drives af græske munke. Klostret har en basilika med en apsis prydet med en mosaik, som formentlig er lavet mellem 548, da kejserinde Theodora døde, og 565, som var kejser Justinians dødsår. Mosaikken viser Kristus flankeret af disciplerne Johannes, Jakob og Peter, samt Elias og Moses. 
I biblioteket er der en udstilling af de mest kendte ikoner fra klostret. Det lå så langt ude i ørkenen, at en del af ikonerne overlevede ikonoklasmen i Det Byzantinske Rige i 700- og 800-tallet. De har stor betydning for vor viden om, hvordan Kristus blev fremstillet i kunstværker før ikonoklasmen.